# Каледин, Сергей Львович
Серге́й Льво́вич Кале́дин (род. 10 февраля 1968, Уфа) — российский легкоатлет, специалист по бегу на длинные дистанции и марафону. Выступал на профессиональном уровне в 1991—2013 годах, победитель и призёр ряда крупных международных стартов на шоссе, участник чемпионата Европы в Будапеште. Мастер спорта России международного класса.

## Биография
Сергей Каледин родился 10 февраля 1968 года в Уфе, Башкирская АССР.
Начал заниматься лёгкой атлетикой в добровольном спортивном обществе «Спартак» под руководством тренера С. В. Донина, впоследствии в 1986—2009 годах выступал за СКА (Екатеринбург), был подопечным Г. А. Ушкова. Окончил Челябинский государственный институт физической культуры (1993).
Впервые заявил о себе в сезоне 1991 года, выиграв бег на 3000 метров с препятствиями на соревнованиях в Краснодаре.
В 1996 году стал вторым на полумарафоне в Москве (1:03:30), восьмым на Лионском марафоне (2:16:19).
В 1997 году продолжил выступать во Франции, был вторым на полумарафоне в Ла-Гранд-Мот (1:03:54), первым на полумарафоне Сесан-Ош (1:03:41), занял 11-е место на Парижском марафоне (2:15:55), превзошёл всех соперников на марафоне в Сент-Эгрев (2:19:51), финишировал шестым на Сибирском международном марафоне (2:18:30), первым на Лионском марафоне (2:12:14), шестым на марафоне в Монако (2:15:58).
В 1998 году показал 12-й результат на Парижском марафоне (2:12:34), закрыл десятку сильнейших на полумарафоне в Москве (1:04:53). Благодаря череде удачных выступлений вошёл в состав российской сборной и удостоился права защищать честь страны на чемпионате Европы в Будапеште — в программе марафона показал время 2:22:55, расположившись в итоговом протоколе соревнований на 34-й строке.
В 1999 году стал вторым на полумарафоне в Ла-Гранд-Мот (1:04:40), первым на полумарафоне Сесан-Ош (1:05:17), 18-м на Парижском марафоне (2:13:55), вторым на Уфимском марафоне (2:22:43), пятым на Лионском марафоне (2:15:50) и на Лозаннском марафоне (2:17:15).
В 2000 году помимо прочего был седьмым на Нантском марафоне (2:20:46), первым на горном марафоне Юнгфрау, третьим на Лозаннском марафоне (2:20:13).
В 2001 году одержал победу на Нантском марафоне (2:20:30), финишировал вторым на горном марафоне Юнгфрау, шестым на Лозаннском марафоне (2:22:45).
В 2002 году занял 18-е место на Парижском марафоне (2:13:47), третье место на полумарафоне в Анси (1:07:20), пятое место на горном марафоне Юнгфрау, четвёртое место на марафоне в Монако (2:19:57).
В 2003 году был шестым на Марсельском марафоне (2:16:22), первым на марафоне в Анси (2:23:37), третьим на Сибирском международном марафоне (2:18:36), шестым на Реймсском марафоне (2:14:19), третьим на марафоне в Монако (2:20:18).
В 2004 году финишировал третьим на полумарафоне в Бурк-ан-Брес (1:07:47), пятым на Цюрихском марафоне (2:16:25) и на горном марафоне Юнгфрау, 12-м на Реймсском марафоне (2:24:52), четвёртым на марафоне в Монако (2:30:57).
В 2005 году стал третьим на полумарафоне в Каннах (1:08:21), победил на марафоне в Анси (2:20:01), показал пятый результат на марафоне в Монако (2:23:26).
В 2006 году финишировал пятым на полумарафоне в Бурк-ан-Брес (1:10:36), превзошёл всех соперников на марафоне в Анси (2:27:45) и на Миасском марафоне «Бег чистой воды» (2:25:43), показал четвёртый результат на Сибирском международном марафоне (2:18:58), второй результат на горном марафоне Юнгфрау, пятый результат на Нормандском марафоне в Гавре (2:29:05), шестой результат на марафоне в Монако (2:25:35).
В 2007 году среди наиболее значимых результатов — третье место на марафоне в Анси (2:25:36), первое место на марафоне «Бег чистой воды» (2:23:00), четвёртое место на Сибирском международном марафоне (2:22:25), шестое место на горном марафоне Юнгфрау.
С 2008 года активно выступал на различных шоссейных коммерческих стартах в США. Завершил спортивную карьеру по окончании сезона 2013 года.
За выдающиеся спортивные достижения удостоен почётного звания «Мастер спорта России международного класса» (1998).